# AN/APX-111
Bei dem AN/APX-111 handelt es sich um ein System zur Freund-Feind-Erkennung (IFF), welches auf der F/A-18 Hornet eingesetzt wird. Produziert wird es von BAE Systems.

## Beschreibung
Da IFF-Anfragen aus allen Richtungen empfangen und beantwortet werden müssen, befinden sich insgesamt fünf Antennen auf der Flugzeugzelle der F/A-18, welche den gesamten Luftraum abdecken. Neben dem Empfangen und Beantworten von Anfragen kann das System auch selbst solche Anfragen über eine Antenne an der Front der Maschine senden. Um die Anfragen vor Abhör- und Störversuchen durch den Feind zu schützen, werden diese auf verschiedene Weisen verschlüsselt. Diese Aufgabe übernimmt beim APX-111 ein Computer mit der Bezeichnung KIV-6/TSEC.

## Technische Daten
- Gewicht: 20,60 kg
- Volumen: 0,0134 m³
- Energieverbrauch: 180 Watt
- MTBF: 2500 Stunden
- MTTR: 15 Minuten
- Fehlererkennungswahrscheinlichkeit: 97 %

### Transponder-System
- Sendeleistung: 0,5 kW
- Empfang: −76 dBm
- IFF-Modi: 1, 2, 3/A, C, 4, S (Mode 5 nachrüstbar)

### Abfrage-System
- Reichweite: >185 km
- Sendeleistung: 1,4 kW
- Empfang: −83 dBm
- Zielsektor: 70° × 60° (nach vorne gerichtet)
- Winkelabweichung: ±2°
- Entfernungsauflösung: <152 m
- Maximale Ziele: 32
- IFF-Modi: 1, 2, 3/A, C, 4 (Mode 5 nachrüstbar)
- Signalform:  Monopuls